# درقوس شكس
الّدُرْقُوس الشَكِس هو نوع من رتبة القروش الحديثة في فصيلة الدرقوسيات ينتشر في المياه المعتدلة الاستوائية والدافئة. عادة ما يسكنون الموائل الصخرية في المياه العميقة لكن قد يُشاهدون في المياه الضحلة، ومن المعروف أنهم يعودون إلى نفس الموقع عامًا بعد عام. كثيرًا ما يُخلط بين هذه الأنواع النادرة قرش الرمل الببري الأكثر شيوعًا والتي يمكن تمييزها عن طريق الزعنفة الظهرية الأولى، والتي تكون أكبر من الثانية وتكون أكثر تقدمًا. يطول أكثر من أربعة أمتار.
لا يُعرف سوى القليل جدًا عن بيولوجيا وسلوك الدرقوس الشكس. هذا الدرقوس مفترس للأسماك العظمية القاعية واللافقاريات والأسماك الغضروفية. يُعتقد أن هذا النوع من بيوضية ولودية مع أجنة آكلة للبيوض مثل القروش الحديثة الأخرى. هذا القرش غير ضار وذلك مع حجمها الهائل حيث لم يُعرف أبدًا أنه يتصرف بعدوانية تجاه البشر. هناك مخاوف من أن أعدادها آخذة في الانخفاض بسبب الأنشطة البشرية في البحر الأبيض المتوسط وأماكن أخرى وذلك مع أن البيانات الموجودة غير كافية لإجراء تقييم كامل لحالة الحفاظ عليها.

## معرِض الصور

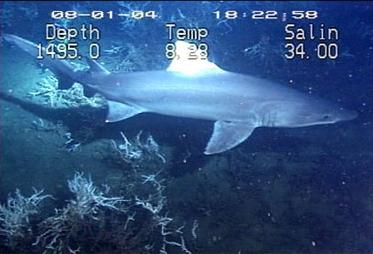
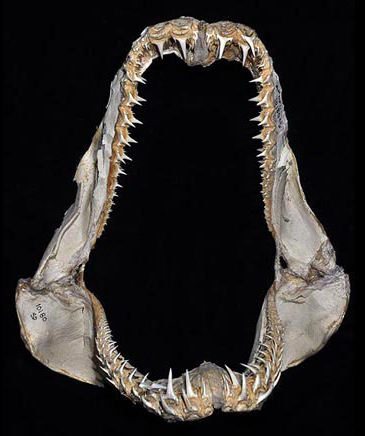
الفك
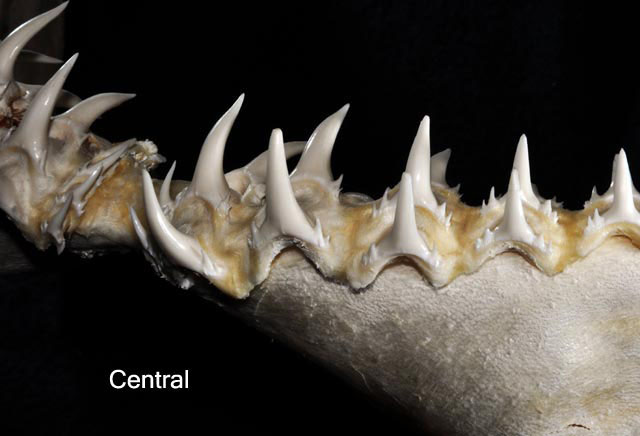
الأسنان السفلى المركزية
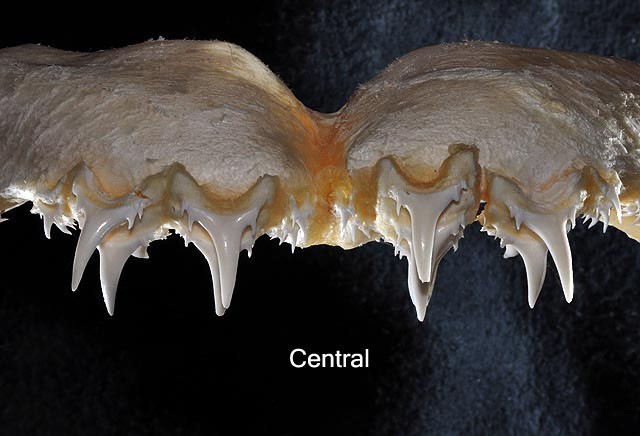
الأسنان العليا المركزية
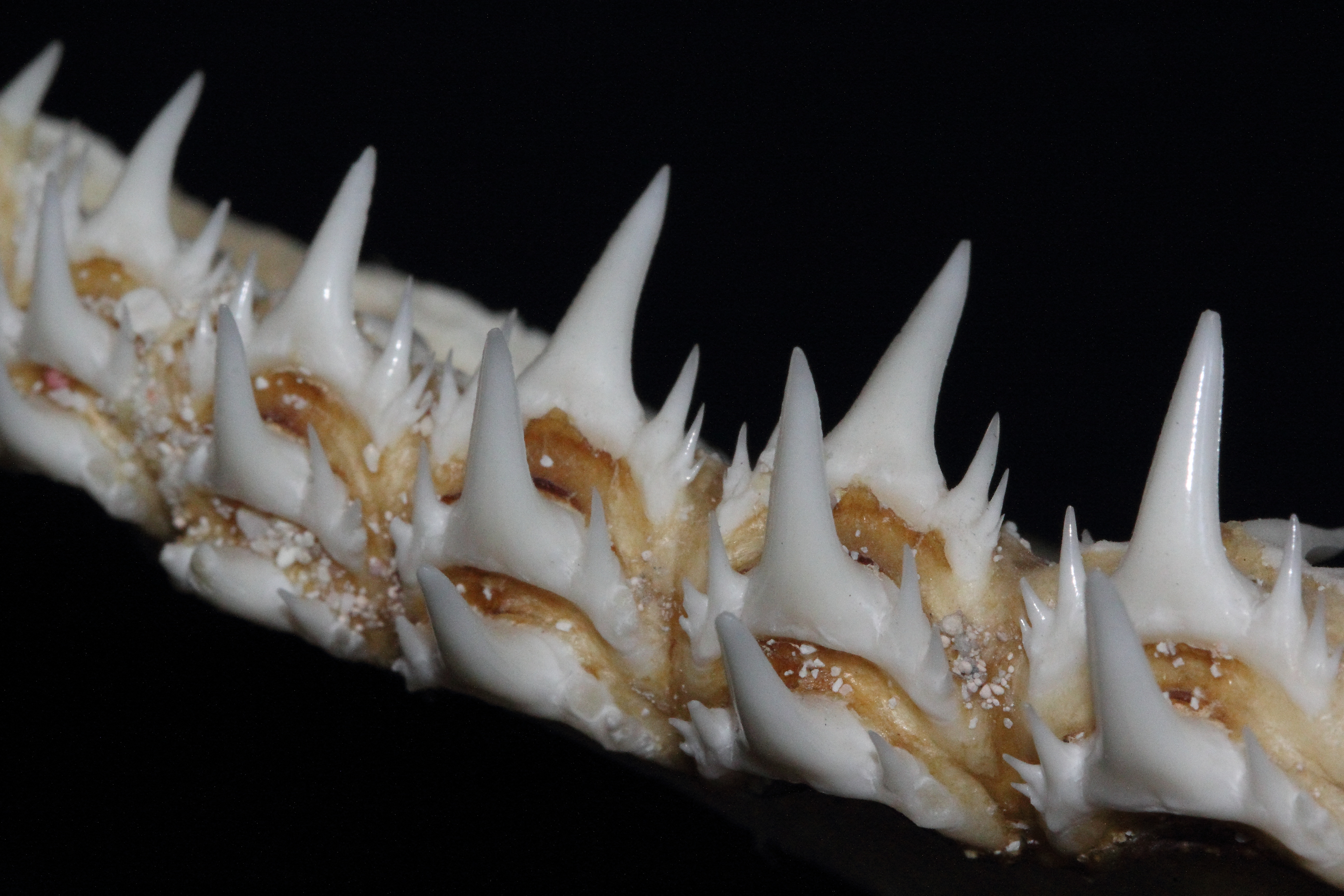
الأسنان الجانبية
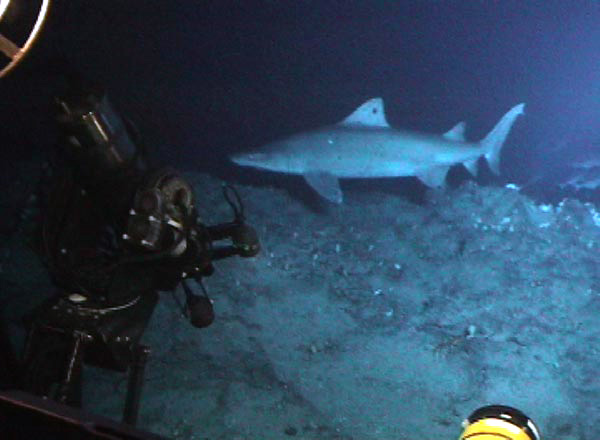
محمية حديقة الزهور الوطنية فلوريدا
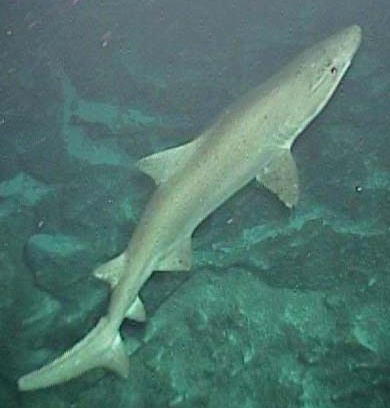
في جبل نورثهامبتون البحري: في المحيط المفتوح يرتبط هذا النوع ارتباطًا وثيقًا بالتلال المغمورة والجبال البحرية.